# Ismail Azzaoui
Ismail Azzaoui (Bruxelas, 6 de janeiro de 1998) é um futebolista profissional belga que atua como ponta direita.

## Carreira
Ismail Azzaoui começou a carreira no R.S.C. Anderlecht.